# Pressió intraocular

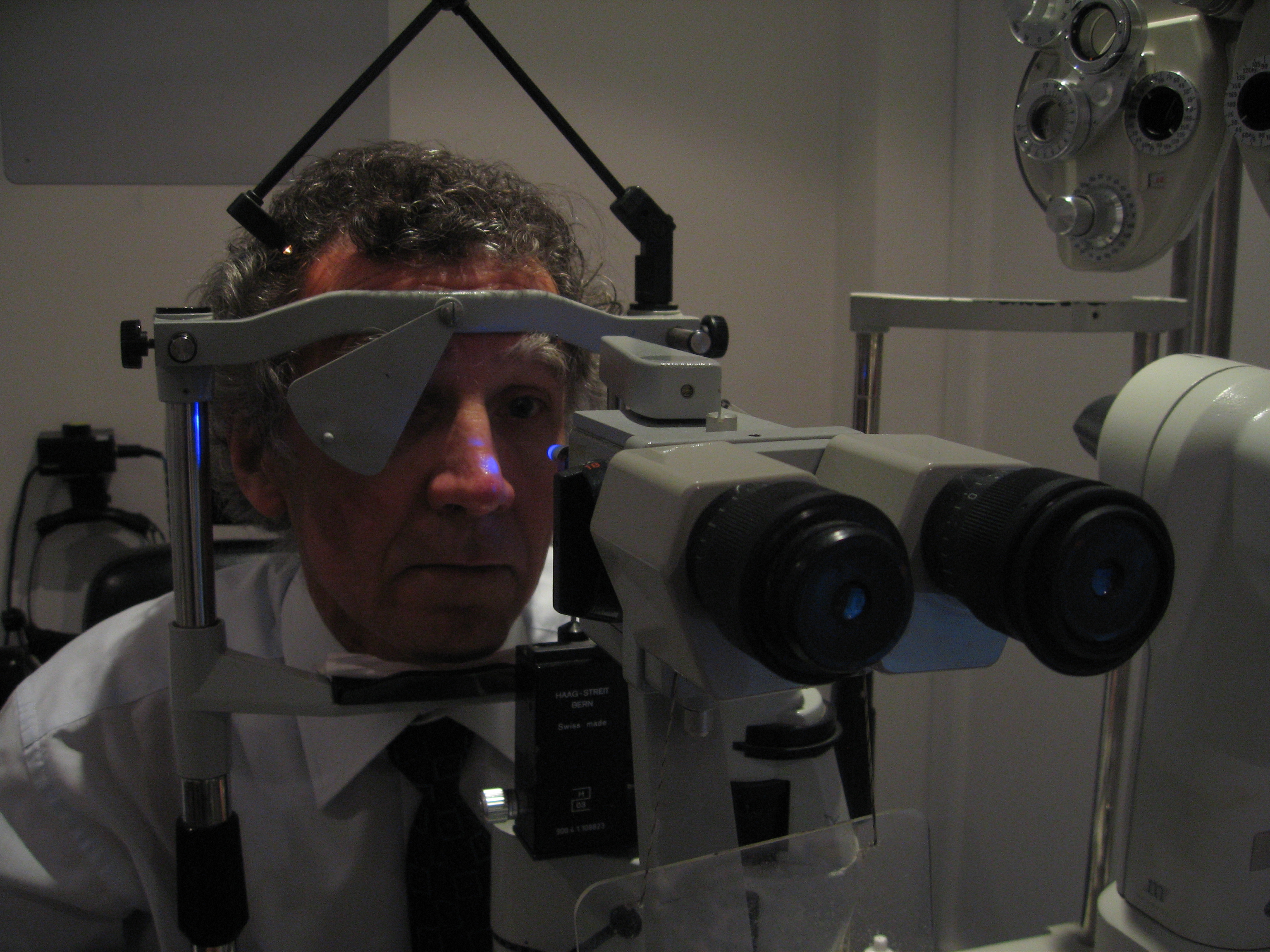
Un pacient al davant d'un tonòmetre

La pressió intraocular és la pressió que exerceixen els líquids oculars contra la paret de l'ull, la qual és necessària perquè aquest òrgan es mantingui distès. El seu valor mitjà és 16 mm de Hg i pot mesurar-se fàcilment amb ajuda d'un dispositiu que es diu tonòmetre. L'equilibri entre producció i reabsorció de l'humor aquós és el principal factor que determina el nivell de pressió intraocular. D'altra banda l'elevació de la pressió intraocular o hipertensió ocular és el principal factor de risc perquè es desenvolupi una malaltia de l'ull coneguda com a glaucoma.